# Asplenium variabile
Asplenium variabile là một loài dương xỉ trong họ Aspleniaceae. Loài này được Hook. mô tả khoa học đầu tiên.